# Hermann Preuschoff
Hermann Andreas Preuschoff (ur. 3 września 1839 w Braniewie, zm. 2 lutego 1913 we Fromborku) – niemiecki duchowny katolicki, kanonik warmiński.

## Życiorys

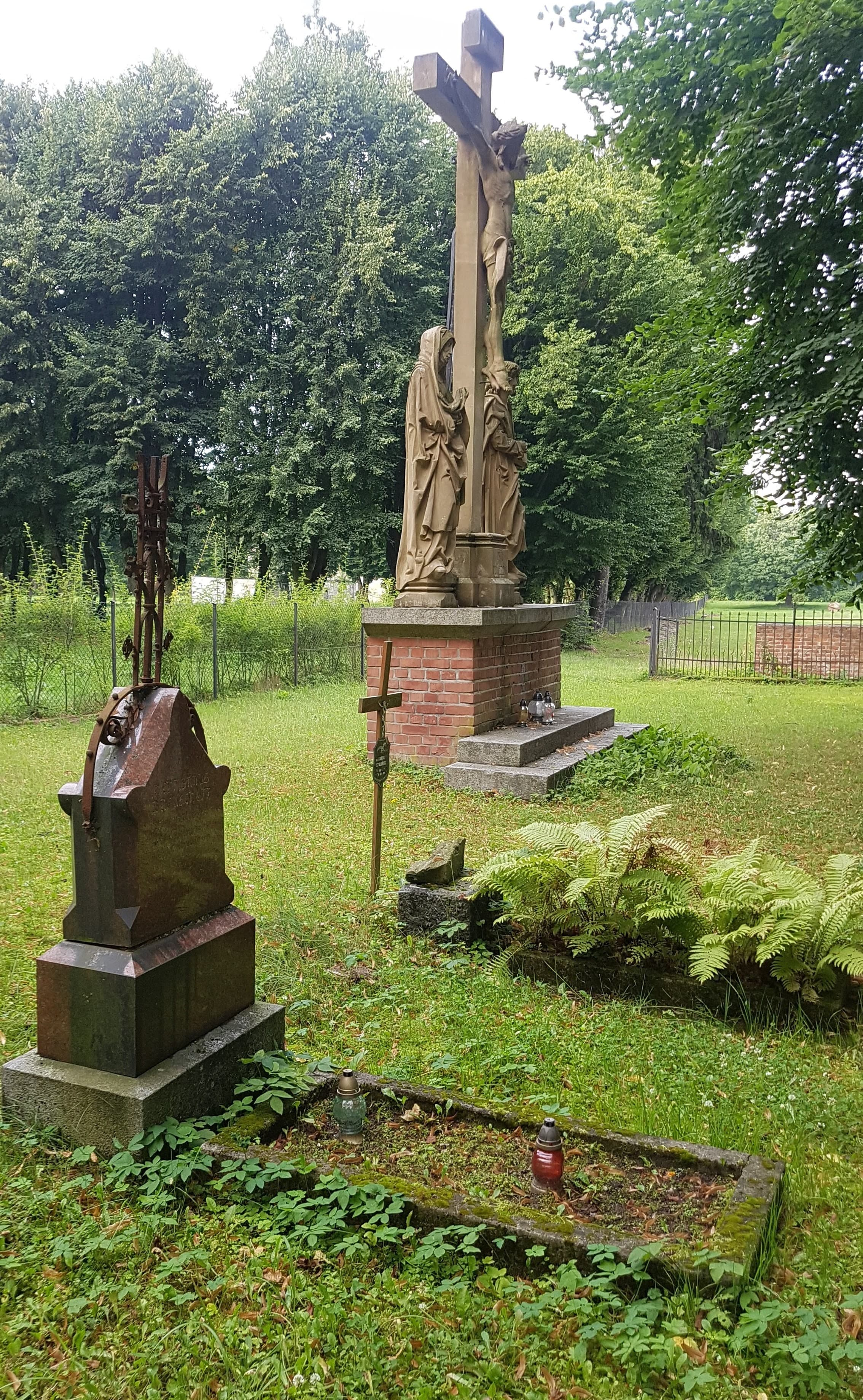
Grób Preuschoffa, w tle Grupa Ukrzyżowania J. Seitza

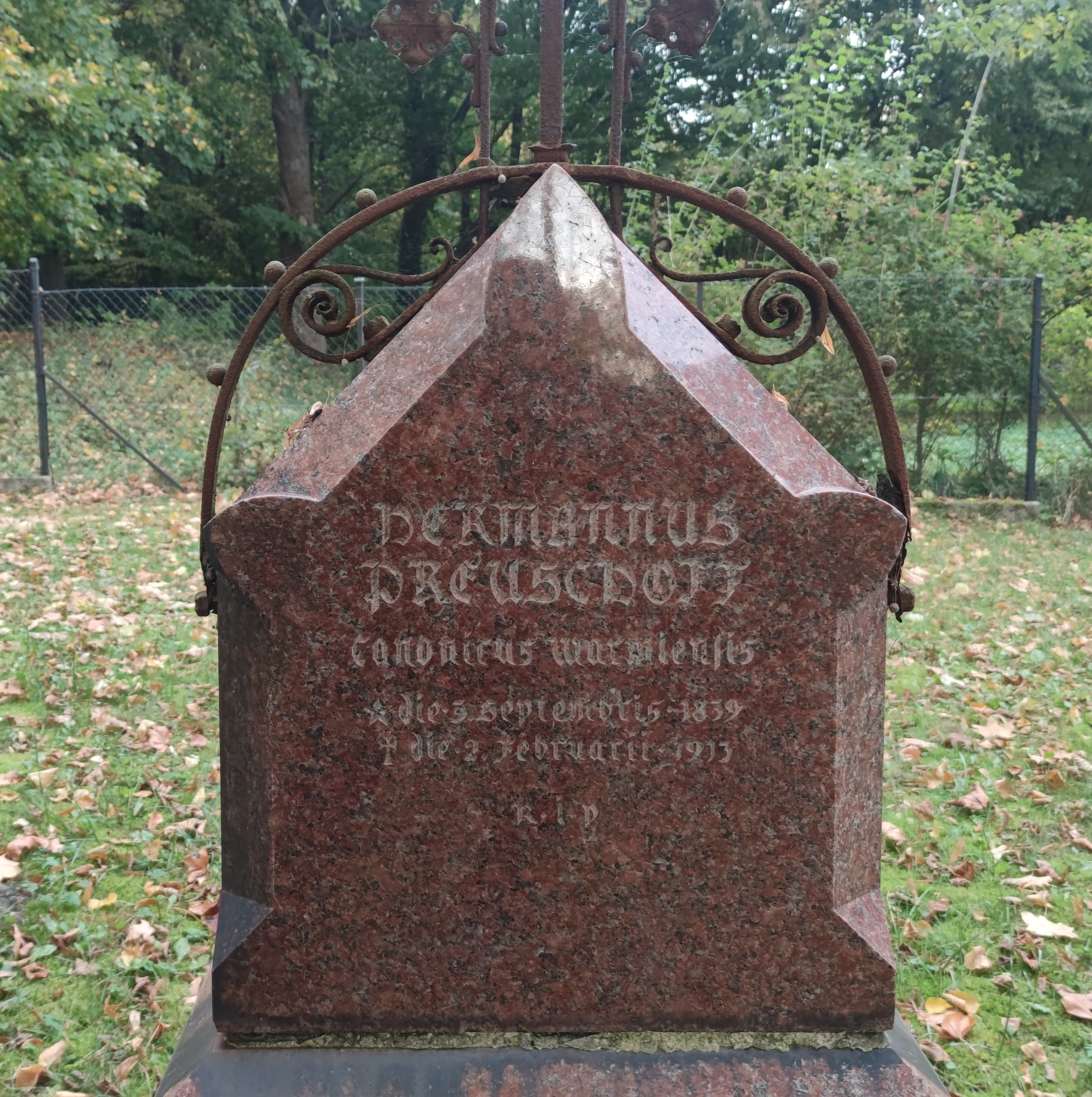
Inskrypcja na nagrobku „Hermannus Preuschoff”

Urodził się 3 września 1839 w rodzinie konwisarza (cynownika) Augusta Antona (1803–1852) oraz Barbary z d. Nasher. Był siódmym z kolei z dziewięciorga dzieci z pierwszego małżeństwa ojca. Rodzina mieszkała na Starym Mieście w Braniewie. 5 września został ochrzczony w obrządku rzymskokatolickim. Uczęszczał do miejscowego gimnazjum, które znajdowało się nieopodal, również na Starym Mieście w Braniewie. W 1861 ukończył je, uzyskując maturę. Następnie rozpoczął studia teologiczne w seminarium w Braniewie, zakończone uzyskaniem święceń kapłańskich 30 lipca 1865 roku w katedrze we Fromborku. Jako neoprezbiter rozpoczął posługę kapłańską w Wierznie Wielkim (Groß Rautenberg). Od 1867 posługiwał w parafii we Fromborku, gdyż prowadził tamtejszą księgę chrztów. W 1869 był wikarym w kościele św. Katarzyny w rodzimym Braniewie. Po otrzymaniu urlopu na dalsze studia, 1 października 1872 wyjechał do Rzymu. Od 1 sierpnia 1872 był wikarym w Reszlu, a od 1877 był również nauczycielem religii w gimnazjum w Reszlu. W 1878 był kapłanem pomocniczym w Braniewie, Fromborku i Wierznie Wielkim. W 1885 został mianowany starszym nauczycielem (Oberlehrer) w gimnazjum w Reszlu. Nauczał religii (13 godz.), języka hebrajskiego (4 godz.), niemieckiego (2 godz.) oraz historii (1 godz.). W lipcu 1886 został mianowany archiprezbiterem w Dobrym Mieście. 11 marca 1893 został kanonikiem honorowym w katedrze we Fromborku, a 17 października 1899 mianowany kanonikiem rzeczywistym. W 1899 uzyskał tytuł Honorowego Obywatela Dobrego Miasta. Tuż przed śmiercią, 15 stycznia 1913, został odznaczony Orderem Orła Czerwonego II Klasy. Odznaczony był również Orderem Grobu Świętego. Był członkiem Warmińskiego Towarzystwa Historycznego. Zmarł 2 lutego 1913 roku we Fromborku. W testamencie zapisał 3000 marek na rzecz szkoły w Dobrym Mieście. Pochowany został jako druga osoba na Cmentarzu Kanoników (rząd I, grób 2). Grób jest uszkodzony (2022), żelazny krzyż na nagrobku pozostaje od wielu lat odłamany i znajduje się w miejscowym Muzeum Mikołaja Kopernika, oczekując na renowację nagrobków kanoników na cmentarzu.
Do II wojny światowej wizerunek Hermanna Preuschoffa znajdował się na malowidle „Biskup Andreas Thiel w kręgu kapłanów kapituły warmińskiej” we wschodnim oknie katedry we Fromborku.